# Thylacosmilus

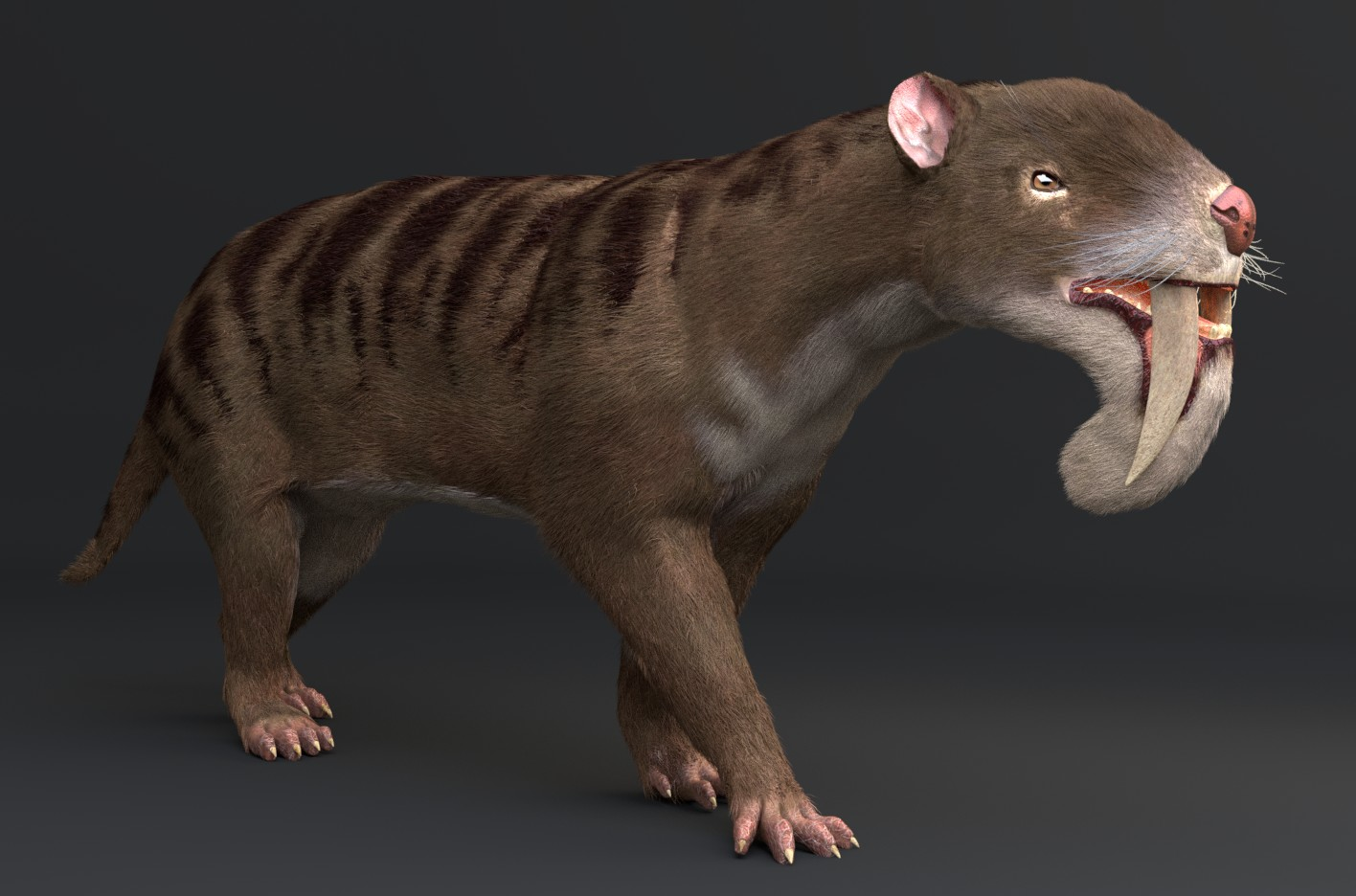
Rekonstruktion

Thylacosmilus ist ein ausgestorbenes Beuteltier aus der Ordnung der Sparassodonta. Er lebte im Pliozän in Südamerika und ist der bekannteste Vertreter der Familie Thylocosmilidae. Die ausgestorbene Familie der Thylacosmilidae war in Südamerika vom Miozän bis zum Pliozän verbreitet. Ihre Schädel ähnelten sehr denen der plazentalen Säbelzahnkatzen, jedoch waren sie als Beuteltiere mit jenen nur sehr entfernt verwandt.
Thylacosmilus war rund 1,2 Meter lang und mit einem rekonstruierten Gewicht von 106 kg etwa so groß wie ein heutiger Jaguar.
Er trug wie die Säbelzahnkatzen im Oberkiefer ein Paar lange Eckzähne, die weit über die Mundlinie hinausragten. Charakteristisch waren die großen Zahnscheiden im Unterkiefer, die auch bei Nimraviden und Säbelzahnkatzen zu finden sind und offensichtlich die Aufgabe hatten, die Zähne bei geschlossenem Maul zu schützen. Im Gegensatz zu den Säbelzahnkatzen fehlten dem Thylacosmilus aber die Schneidezähne und die einziehbaren Krallen.
Zur Beute von Thylacosmilus gehörten wahrscheinlich große, langsame Säugetiere.

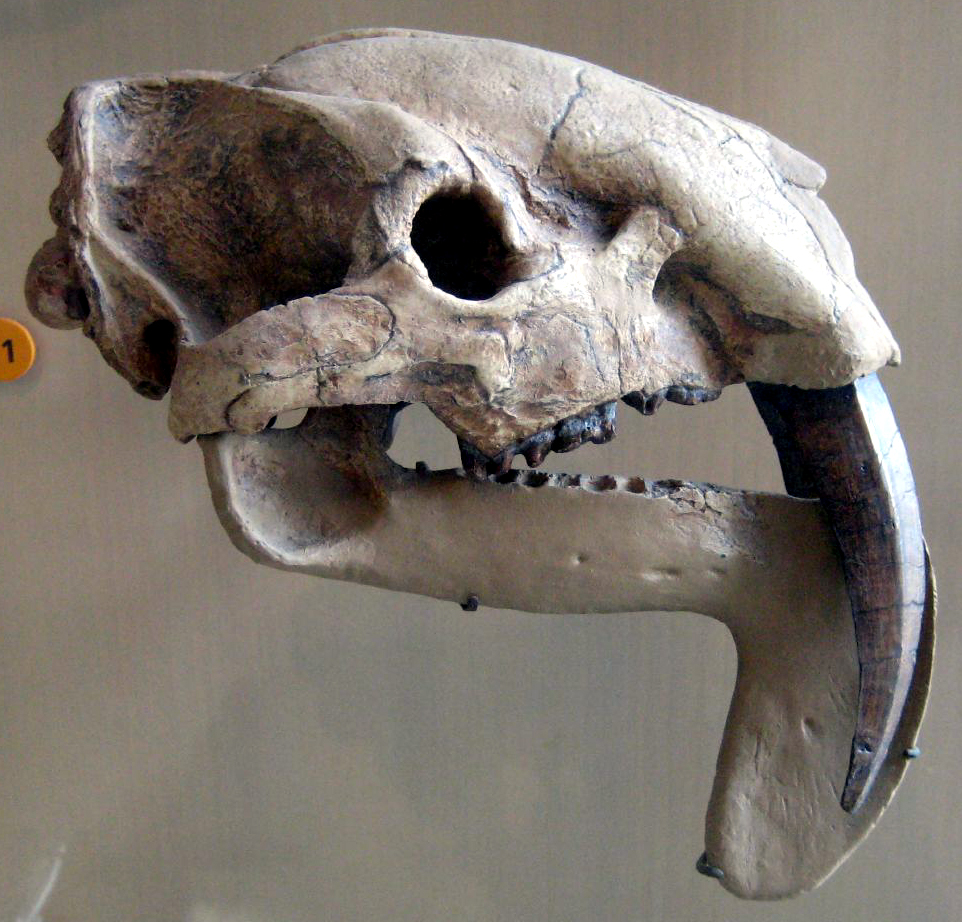
Thylacosmilus atrox Schädel, American Museum of Natural History
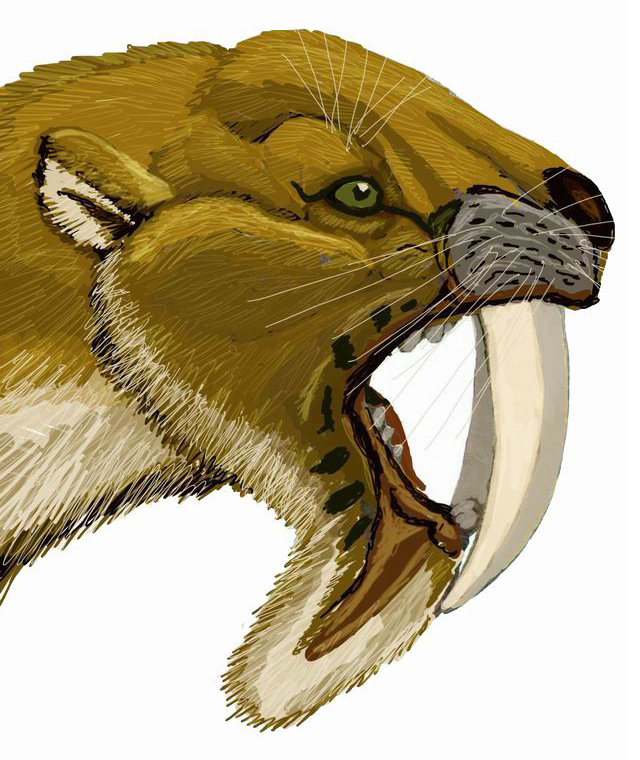
Eine künstlerische Interpretation von Thylacosmilus